# MacOS Sonoma
macOS Sonoma (версія 14) — 20-а версія macOS, операційної системи Apple для комп'ютерів Mac. Її було анонсовано на Всесвітній конференції розробників Apple (WWDC) 5 червня 2023 року як наступницю macOS Ventura і випущено 26 вересня 2023 року. Назва походить від виноробного регіону, розташованого в окрузі Сонома в Каліфорнії.

## Нові функції
macOS Sonoma пропонує низку нових функцій і вдосконалень, головним чином зосереджених на продуктивності та творчості:
- Віджети повністю перероблено, вони більше не прив'язані до Центру сповіщень — натомість їх можна розмістити будь-де на екрані, а інструмент вибору віджетів тепер нагадує версію для iPadOS.
- Екран блокування було оновлено: тепер він включає дату й час, як у iOS і iPadOS.
- Програми для відеоконференцій можуть зображенням веб-камери людини, що транслює перекривати спільний доступ до екрана.
- Піктограми додатків і панель пошуку зроблено більш округлими.
- Safari:
  - В профілях перегляду тепер можна створювати окремі набори закладок, розширень і файлів cookie, за допомогою яких можна відокремити, наприклад, особисті налаштування від робочих.
  - Спільний доступ до паролів дає змогу кільком людям мати доступ до однієї колекції паролів веб-сайтів і оновлювати їх за потреби, а зміни синхронізуватимуться на всіх зареєстрованих пристроях.
  - «Веб-програми» дозволяють користувачеві додавати будь-який веб-сайт до Dock і відкривати його в спрощеному інтерфейсі Safari. Ця функція дещо відрізняється від поступових вебзастосунків, оскільки не потребує додаткової роботи розробників сайту.
- Повідомлення:
  - Точніші фільтри пошуку: наприклад, ім'я контакту можна поєднати з пошуковим запитом, щоб шукати запит у конкретній розмові.
  - Наздоганяння дозволяє користувачеві швидко переходити до першого непрочитаного повідомлення в розмові.
  - Стікери iMessage мають новий інтерфейс вибору.
- Ігровий режим для оптимізації ігрової продуктивності шляхом визначення пріоритетів ігрових завдань і виділення більшої потужності GPU та CPU для гри.
- Нові уповільнені заставки з різними місцями світу. Після входу вони перетворюються на шпалери робочого столу.

## Випуски
Перша бета-версія була випущена 5 червня 2023 року і стала доступною для публічного загалу 11 липня 2023 року, офіційний випуск стабільної версії відбувся 26 вересня 2023 року.
| Версія                                          | Номер збірки | Дата випуску      | Версія Darwin                                               |
| ----------------------------------------------- | ------------ | ----------------- | ----------------------------------------------------------- |
| 14.0 Beta 1                                     | 23A5257q     | 5 червня 2023     | 23.0.0 xnu-10002.0.40.505.5~4 Mon May 22 22:52:05 PDT 2023  |
| 14.0 Beta 2                                     | 23A5276g     | 21 червня 2023    | 23.0.0 xnu-10002.0.116.505.3~3 Tue Jun 13 21:16:25 PDT 2023 |
| 14.0 Beta 3                                     | 23A5286g     | 5 липня 2023      | 23.0.0 xnu-10002.0.168.505.3~1 Fri Jun 30 17:50:16 PDT 2023 |
| 14.0 Beta 3 Update                              | 23A5286i     | 11 липня 2023     | 23.0.0 xnu-10002.0.168.505.3~1 Fri Jun 30 17:50:16 PDT 2023 |
| 14.0 Public Beta 1                              | 23A5286i     | 12 липня 2023     | 23.0.0 xnu-10002.0.168.505.3~1 Fri Jun 30 17:50:16 PDT 2023 |
| 14.0 Developer Beta 4                           | 23A5301g     | 25 липня 2023     | 23.0.0 xnu-10002.0.199.505.1~3 Tue Jul 18 20:34:24 PDT 2023 |
| 14.0 Developer Beta 4 update 14.0 Public Beta 2 | 23A5301h     | 31 липня 2023     | 23.0.0                                                      |
| 14.0 Developer Beta 5 14.0 Public Beta 3        | 23A5312d     | 8 серпня 2023     | 23.0.0 xnu-10002.0.242.0.6~31 Tue Aug 1 03:25:17 PDT 2023   |
| 14.0 Developer Beta 6 14.0 Public Beta 4        | 23A5328b     | 22 серпня 2023    | 23.0.0 xnu-10002.1.11~5 Fri Aug 18 00:03:04 PDT 2023        |
| 14.0 Developer Beta 7 14.0 Public Beta 5        | 23A5337a     | 30 серпня 2023    | 23.0.0 xnu-10002.1.11~16 Tue Aug 22 02:11:55 PDT 2023       |
| 14.0 Release Candidate                          | 23A339       | 12 вересня 2023   | 23.0.0 xnu-10002.1.11~3 Thu Aug 17 21:23:05 PDT 2023        |
| 14.0 Release Candidate 2                        | 23A344       | 21 вересня 2023   | 23.0.0 xnu-10002.1.13~1 Fri Sep 15 14:41:34 PDT 2023        |
| 14.0 Release                                    | 23A344       | 26 вересня 2023   |                                                             |
| 14.1                                            | 23B74        | 25 жовтня 2023    | 23.1.0 xnu-10002.41.9~6 Mon Oct 9 21:27:27 PDT 2023         |
| 14.1.1                                          | 23B81        | 7 листопада 2023  | 23.1.0 xnu-10002.41.9~6 Mon Oct 9 21:26:29 PDT 2023         |
| 14.1.1                                          | 23B2082      | 7 листопада 2023  | 23.1.0 xnu-10002.41.9~6 Mon Oct 9 21:26:29 PDT 2023         |
| 14.1.2                                          | 23B92        | 30 листопада 2023 | 23.1.0 xnu-10002.41.9~6 Mon Oct 9 21:27:27 PDT 2023         |
| 14.1.2                                          | 23B2091      | 30 листопада 2023 | 23.1.0 xnu-10002.41.9~6 Mon Oct 9 21:27:27 PDT 2023         |
| 14.2                                            | 23C64        | 11 грудня 2023    | 23.2.0 xnu-10002.61.3~2 Wed Nov 15 21:54:10 PST 2023        |
| 14.2.1                                          | 23C71        | 19 грудня 2023    | 23.2.0 xnu-10002.61.3~2 Wed Nov 15 21:54:10 PST 2023        |
| 14.3                                            | 23D56        | 22 січня 2024     | 23.3.0 xnu-10002.81.5~7 Wed Dec 20 21:30:27 PST 2023        |
| 14.4.1                                          |              | 25 березня 2024   |                                                             |